# Гут, Вернер
Вернер Гут (нем. Werner Güth; род. 2 февраля 1944, Рудольштадт, Тюрингия) — немецкий экономист, который специализируется на исследованиях в области теории игр, поведенческой экономики и экспериментальной экономики. В научном сообществе известен как автор игры Ультиматум, разработкой которой он занимался вместе со своими студентами-ассистентами Рольфом Шмиттбергером и Берндом Шварце. Сам Вернер Гут считает себя скорее социологом, интересующимся психологией, философией, (эволюционной) биологией и политическими науками.

## Биография
Вернер Гут родился в Германии в городе Рудольштадт, Тюрингия в 1944 году. Он изучал экономику в Мюнстерском университете, где и получил степень магистра экономики в 1970 году. Затем проработав два года стажером-исследователем он защитил докторскую диссертацию и завершил свою абилитацию в 1976 году. Дальнейшая карьера Вернера Гута была связана с работой в следующих университетах:
- Мюнстерском университете (1976—1977)
- Кёльнском университете (1977—1986)
- Франкфуртском университете имени Иоганна Вольфганга Гёте (1986—1994)
- Берлинском университете имени Гумбольдта (1994—2001)[2]

С 1995 по 1997 год он был президентом Международной ассоциации исследований в области экономической психологии. Также Вернер Гут является почётным профессором экономики Йенского университета имени Фридриха Шиллера с 2002 года. В 2010 году получил почётные докторские степени Тюбингенского университета и Технологического института Карлсруэ.
В 2001 году он перешел в Институт исследований экономических систем им. Макса Планка на должность директора, где возглавлял недавно начатое исследовательское направление «Стратегическое взаимодействие» вплоть до выхода на пенсию в 2014 году. Был одним из инициаторов создания Международной школы исследований Макса Планка по адаптации поведения в фундаментально неопределенном мире. В 2015—2016 годах преподавал в частной Франкфуртской школе финансов и менеджмента. С 2015 года и по настоящее время он является почетным директором Института исследований коллективных благ им. Макса Планка.

## Вклад в науку
Основным вкладом Вернера Гута в поведенческую и экспериментальную экономику считается изобретение и описание игры Ультиматум в соавторстве со своими студентами-ассистентами Рольфом Шмиттбергером и Берндом Шварце. Механизм игры был подробно описан в статье Экспериментальный анализ ультимативного торга, увидевшей свет в 1982 году. Сам Вернер Гут отмечает, что теоретическую основу (дизайн эксперимента) он придумал и описал еще в 1976 году, когда писал свою первую статью на английском языке: она содержала целую главу, посвященную игре Ультиматум. В 1977 году он стал профессором Кёльнского университета и в первый месяц работы поучаствовал в ежегодном собрании эксперименталистов и специалистов в теории игр. В том году Вернер Гут ушел с собрания с 1000 немецких марок, выданных ему на проведение эксперимента и сел за работу. Он сразу решил развить уже заготовленную идею с игрой Ультиматум, которую он тогда называл «take it or leave it offer». А уже в 1982 году провел с коллегами эксперимент, где рассмотрел классическую форму игры и одну модификацию.
Классическая игра Ультиматум («дележ доллара») проходит между двумя игроками. Первый игрок (proposer) получает фиксированную сумму и должен предложить её часть второму игроку (responder). Если второй игрок соглашается на дележ, то сумма переходит игрокам в оговоренной пропорции, если же он отказывается от дележа, то оба игрока не получают ничего. Таким образом, эта игра была создана, чтобы проверить одну из главных предпосылок теории игр о том, что каждый игрок максимизирует свою выгоду. Теория предсказывала, что второй игрок должен принимать любую неотрицательную сумму, потому что это выгоднее, чем не получать ничего. Однако, после проведения ряда экспериментов оказалось, что дележи меньше 20 % отвергаются принимающим игроком. Одну из модификаций игры Вернер Гут называл «Yes/No game», она отличалась лишь тем, что принимающий игрок не знал какую сумму первый игрок ему предлагает и мог просто либо согласиться с дележом, либо отказаться.
Несмотря на простоту игры Ультиматум, ее изучением занялось множество ученых. Вслед за Гутом эту игру стали использовать для проверки самых разных гипотез. Было исследовано влияние возраста и социального интеллекта на принятие решений в игре Различные модификации экспериментов, связанных с игрой «Ультиматум», дали понимание, что помимо эффекта личности, на действия в игре влияют другие факторы, такие как, например, размер ставки. Так обнаруживается, что если на низких ставках человек действует в рамках обычной стратегии игры «Ультиматум», то при повышении количество отказов начинает снижаться, ровно так же, как и предложенные суммы. Были проведены и исследования для выявления этнических различий, особенный интерес вызывали закрытые племена и сообщества, так как предполагалось, что их жизнь сильно завязана на общинных связях, поэтому их поведение будет отличаться от поведения людей в WEIRD (Western, educated, industrialized, rich and democratic) обществе. Были изучены и сообщества, где отдача от сотрудничества была низкой и люди стремились обустраивать свою жизнь независимо от своих соседей, например в племени Мачигуенга средняя предлагаемая доля составила 26 %.
Активно были исследованы эксперименты, в которых между испытуемыми был установлен личный контакт, однако общение было исключено. Оказалось, что данный протокол,
допускает эффекты, которые могут вызвать смещение оценки результата по причине наличия факторов человеческой природы, от физического влечения и невербальных сигналов до банального знакомства между испытуемыми. Ряд исследований показал, что на исход игры ультиматум влияют и эмоции перед игрой
нехватка когнитивного контроля лиц, принимающих решения, и даже недосыпание.
Качественно новое изменение в игру привнесла модификация Диктатор. Она приписывала второму игроку пассивную роль — он никак не влиял на долю первого игрока, а просто присутствовал в эксперименте. Таким образом, результат дележа оставался полностью на совести первого игрока (proposer). Ключевым отличием стало смещение фокуса анализа. Если в эксперименте Ультиматум специалистов в теории игр больше интересовало почему второй игрок (responder) вообще может отказываться от денег (даже проведенные в бедных странах эксперименты показывали, что в условиях бедности люди отказываются от сумм, которые составляют около половины годовой заработной платы, на опыте Вернера Гута максимальная сумма, от которой отказывались составляла 40 долларов), то игра Диктатор полностью концентрировалась на поведении первого игрока (proposer) и была использована для объяснения его поведения.
Игра Диктатор стала проще и ее результаты стало удобнее интерпретировать, поскольку в игре ультиматум факт того, что первый игрок дает ненулевую долю все еще мог подразумевать нетривиальную максимизацию прибыли. Потому что на уровне интуиции, эмпатии он должен был понимать, что второй игрок по разным причинам может отказаться от дележа, и он останется ни с чем. В новой игре единственная стратегия максимизации — забирать себе всю сумму. Однако в метаисследовании 2011 года Кристоф Энегль описал результаты 616 экспериментов и подсчитал, что только в шести средняя доля была 0 %, в то время как в среднем по выборке она составляла 28,4 %.

## Публикации в журналах
- Güth, W. Towards a more general study of v. Stackelberg-situations. (англ.) // Journal of Institutional and Theoretical Economics. — 1976. — Vol. 32, no. 4. — P. 592—608. — JSTOR 40749909.
- Güth, W. On ultimatum bargaining experiments – A personal review. (англ.) // Journal of Economic Behavior and Organization. — 1995. — Vol. 27, no. 3. — P. 329—344.
- Güth, W., Huck, S. From ultimatum bargaining to dictatorship — An experimental study of four games varying in veto power. (англ.) // Metroeconomica. — 1997. — Vol. 48. — P. 262—279.
- Güth, W., Huck, S., Müller, S. The relevance of equal splits in ultimatum games. (англ.) // Games and Economic Behavior. — 2001. — Vol. 37. — P. 161—169.
- Güth, W., Huck, S., Ockenfels P. Two-level ultimatum bargaining with incomplete information: An experimental study. (англ.) // Economic Journal. — 1996. — Vol. 106. — P. 593—604.
- Güth W., Kocher M. G. More than thirty years of ultimatum bargaining experiments: Motives, variations, and a survey of the recent literature (англ.) // Journal of Economic Behavior & Organization.. — 2014. — Vol. 108. — P. 396–409.
- Güth, W., Ockenfels, P., Wendel, M. Efficiency by trust in fairness? — Multiperiod ultimatum bargaining experiments with an increasing cake. (англ.) // International Journal of Game Theory. — 1993. — Vol. 22. — P. 51—73.
- Güth, W., Ockenfels, P., Wendel, M. Efficiency by trust in fairness? — Multiperiod ultimatum bargaining experiments with an increasing cake. (англ.) // International Journal of Game Theory. — 1993. — Vol. 22. — P. 51—73.
- Güth, W., Schmidt, C., Sutter, M. Fairness in the mail and opportunism in the internet: A newspaper experiment on ultimatum bargaining. (англ.) // German Economic Review. — 2003. — Vol. 4. — P. 243—265.
- Güth, W., Schmidt, C., Sutter, M. Bargaining outside the lab — A newspaper experiment of a three-person ultimatum game (англ.) // German Economic Journal. — 2007. — Vol. 117. — P. 449—469.
- Güth, W., Schmittberger, R., Schwarze, B. An experimental analysis of ultimatum bargaining (англ.) // Journal of Economic Behavior and Organization. — 1982. — Vol. 3. — P. 367—388.
- Güth, W., Schmittberger, R., Schwarze, B. A theoretical and experimental analysis of bidding behavior in Vickrey-auction games. (англ.) // Zeitschrift für die gesamte Staatswissenschaft. — 1983. — Vol. 139. — P. 269—288.
- Güth, W., Tietz, R. Ultimatum bargaining behavior — A survey and comparison of experimental results. (англ.) // Journal of Economic Psychology. — 1990. — Vol. 11. — P. 417—449.
- Güth, W., van Damme, E. Information, strategic behavior and fairness in ultimatum bargaining — An experimental study (англ.) // Journal of Mathematical Psychology. — 1998. — Vol. 42. — P. 227—247.